# Relations entre la Ligue arabe et l'Union européenne
Les relations entre la Ligue arabe et l'Union européenne se sont surtout développées dans le cadre politique et non économique à partir de 2007.

## Engagement des relations organisationnelles

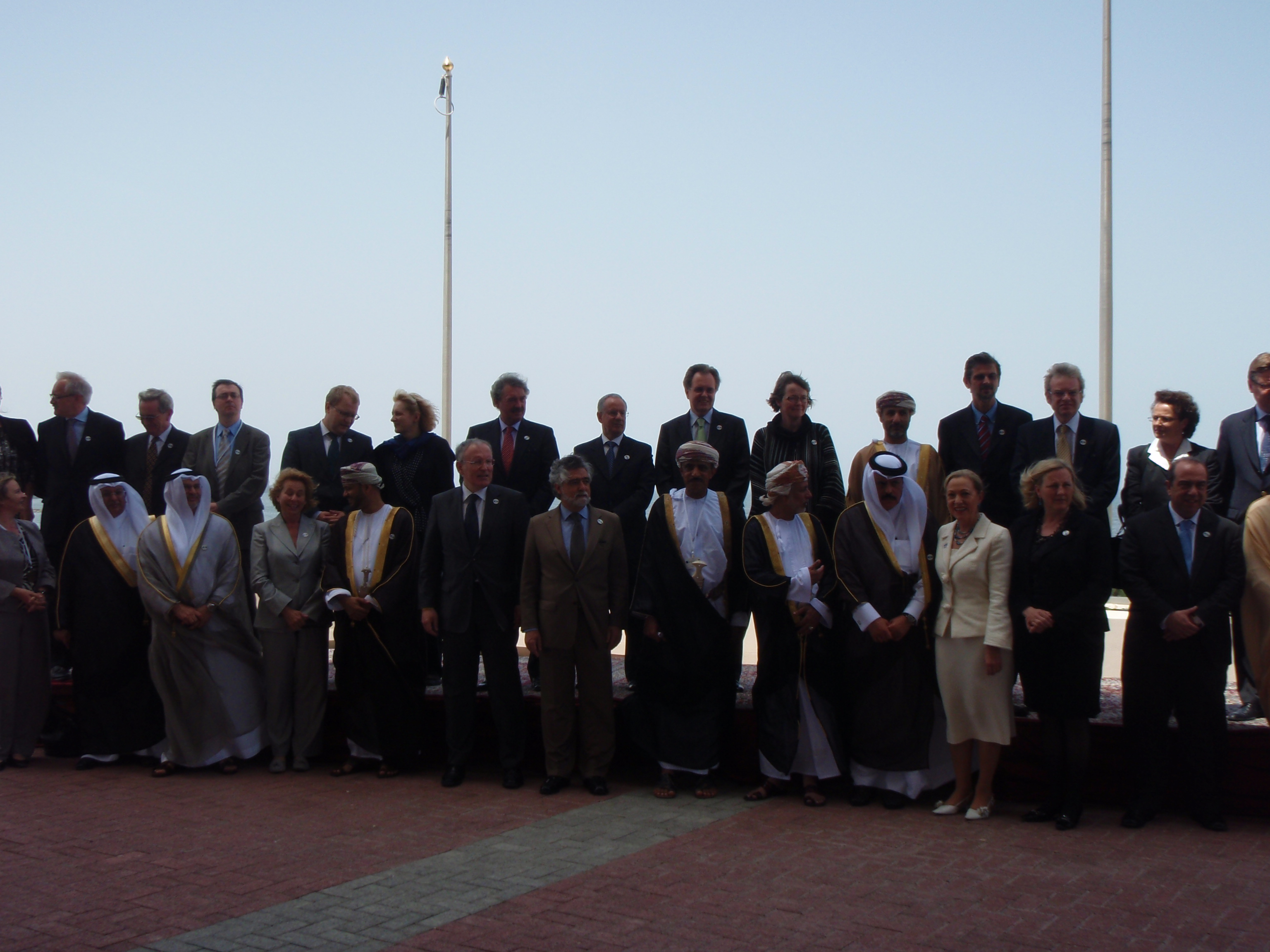
Réunion des ministres des Affaires étrangères de l'Union européenne et de la Ligue arabe à Mascate en 2009.

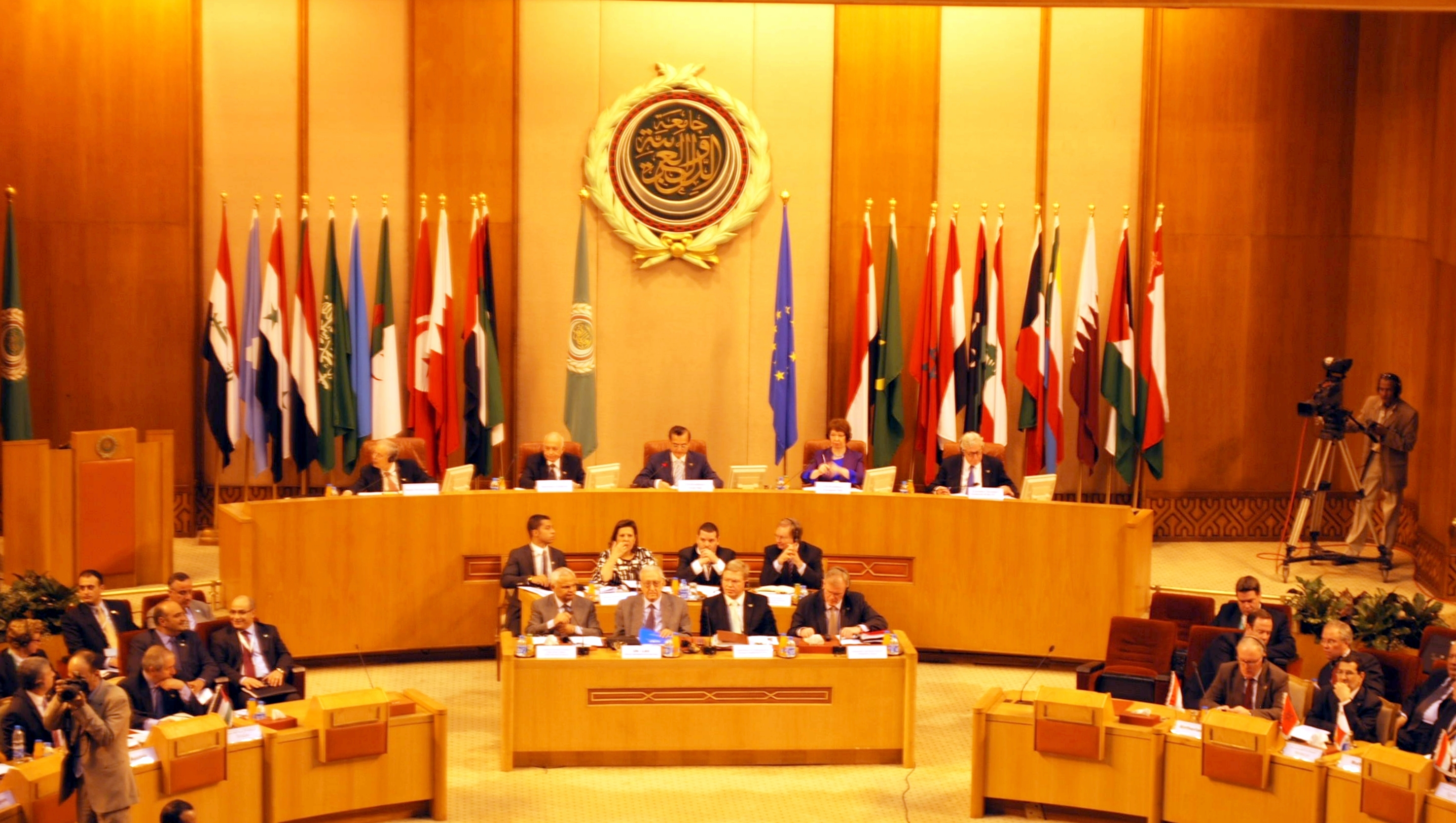
Réunion des ministres des Affaires étrangères de l'Union européenne et de la Ligue arabe au Caire en 2012.

Les relations entre les deux organisations commencent en 2007, lorsque la Ligue arabe a adopté une politique diplomatique visant à s'associer aux autres organisations régionales et à ses principaux partenaires économiques, dont l'Union européenne, l'ASEAN, la Chine, l'Inde, le Japon et l'Amérique du Sud.
En 2007, Javier Solana, alors Haut Représentant pour la politique étrangère et de sécurité commune, a assisté au XIXe sommet de la Ligue arabe en Arabie saoudite. Celui-ci a apporté son soutien entier aux initiatives de paix de la Ligue arabe de 2002. Il déclara aux chefs d’État et de gouvernement arabes :

« Une nouvelle fois, nous nous retrouvons ensemble, l'Union européenne et la Ligue arabe, une nouvelle fois, nous avons l'opportunité de réaffirmer notre engagement commun aux valeurs de civilisation que nous partageons, plus que jamais, Européens et Arabes doivent faire face à des défis communs, et je suis confiant dans le fait que nous trouverons de nouvelles façon d'améliorer notre coopération. »

— Javier Solana
Après ce sommet, Javier Solana rencontra le président de l'Autorité palestinienne Mahmoud Abbas et le Secrétaire général de la Ligue arabe Amr Moussa.

## Développement
Les relations entre les deux organisations se sont développées à la suite des différentes réunions ministérielles dont la première a été organisée à La Valette en 2008. La deuxième eut lieu au Caire en 2012 et enfin à Athènes le 11 juin 2014.
Le 20 janvier 2015, le Secrétaire général de la Ligue arabe Nabil el-Arabi a participé à un échange de vue avec les membres de la commission des affaires étrangères du Parlement européen.

## Sources

## Compléments